# Туарезьке повстання (1990—1996)
Туаре́зьке повста́ння 1990—1996 років — збройний конфлікт між повстанцями-туарегами та військовими формуваннями урядів Малі та Нігеру. У Малі воно відоме як «Друге туарезьке повстання» (перше відбулося в 1963—1964 рр.).
Хоча кофлікти у Малі та Нігері мали спільне коріння, а туарезькі бойовики проходили військовий вишкіл в одних таборах на території Лівії, контакти між повстанськими рухами по різний бік державного кордону були практично відсутні. Повстання в кожній із країн розвивалися окремо.
Малі та Нігер — це колишні французькі колонії, і значна частина їх території розташована в Сахарі. Близько 80 відсотків населення в обох країнах становить чорношкіре осіле, переважно землеробське населення, що займає південні райони. Величезні пустельні райони на півночі населяють туареги та деякі інші групи кочових скотарів: маври (араби), а також тубу на сході Нігеру. Між кочівниками та осілим населенням існує традиційний антагонізм.

## Події, що передували повстанню
У доколоніальні часи туареги завдяки військовій перевазі мали політичну перевагу над осілим населенням. Вони зневажливо ставились до своїх темношкірих сусідів-землеробів на південному краю пустелі, вважаючи їх за своїх підданих. Чорношкіре населення традиційно не любить туарегів через їх набіги, вбивства, зґвалтування, пограбування, побої.
Наприкінці XIX ст. французи розбили й підкорили туарезькі конфедерації. Проте туарезьке суспільство виявилося дуже стійким і в основному непроникним для культурних впливів з боку колоніальної влади. Туареги продовжували дотримуватись свого традиційного кочового способу життя, ігноруючи створені колоніальною владою кордони та обмеження. Така самоізоляція виявилася фатальною для них на момент утворення незалежних держав на території Західної Африки. Деколонізація реверсувала відносини домінування в Нігері та Малі. В обох країнах контроль над державними органами перейшов до чорношкірого осілого населення. Політичні та економічні рішення приймалися на півдні, далеко від районів проживання туарегів.
1957 року, коли була зрозумілою неминучість проголошення незалежності африканських колоній, уряд Франції, намагаючись зберегти контроль над сахарськими запасами мінеральних ресурсів, видав закон про утворення так званої Спільної організації сахарських регіонів (фр. Organisation commune des régions sahariennes, OCRS), до складу якої мали увійти південні райони Алжиру та північні регіони Французького Судану (тепер Малі), Нігеру та Чаду. Туареги підтримали цю ідею, оскільки нове утворення було орієнтоване на туарезький простір і відповідало їхнім прагненням створення власної незалежної держави. Проект OCRS виявився нежиттєздатним через рішучу протидію лідерів нових африканських держав та відсутність спільного прагнення до утворення цієї політичної структури серед племінних лідерів туарегів. Після провалу ідеї створення OCRS туареги виявилися розділеними між п'ятьма новими національними державами: Алжир, Лівія, Малі, Нігер та Буркіна-Фасо.
Нова ситуація змусила туарегів дотримуватись національних кордонів, побудованих незалежно від їхнього бачення світу і простору. Пам'ять про старі грабіжницькі рейди кочівників викликала бажання урядів Малі та Нігеру здійснити історичну помсту над своїми колишніми кривдниками. Особливо гострою була ситуація в Малі, де уряд Модібо Кейта почав активну політику модернізації суспільства на засадах марксистської теорії. На традиційних лідерів туарезького суспільства, оголошених «феодалами», очікували репресії. Між державою й кочівниками склалися сталі відносини взаємної недовіри. Особливо сильними сепаратистські ідеї виявилися в Адрар-Іфорасі на північному сході Малі. 1963 року туареги Адрар-Іфорасу підняли антиурядове повстання. Воно мало локальний характер і наступного року було жорстоко придушене силовими методами. Військові репресії дуже негативно вплинули на соціально-економічний розвиток Півночі Малі, був покладений початок тривалій маргіналізації туарезького суспільства.
Новим випробовуванням для туарегів стали руйнівні посухи 1970-х і 1980-х років. Вони виявилися катастрофічними для кочового суспільства. Значна частина худоби загинула, багато кочівників змушені були шукати собі притулок у жалюгідних таборах біженців у містах на півдні Малі та Нігеру. Серед осілого населення їхні скотарські навички не мали економічної цінності. Горді й самовпевнені туареги, які не займалися ручною працею, зазнавали болісного приниження, опинившись у підпорядкуванні тих, кого вони вважали своїми підданими.
Ще більш потужна хвиля туарезької міграції була спрямована на північ, переважно до Алжиру та Лівії. Особливо приваблювали молодих туарегів великі заробітки в нафтовій промисловості Лівії. На алжирському кордоні й у місті Таманрассет виникли табори біженців-туарегів. Лівійський лідер Муаммар Каддафі активно залучав туарегів до так званого Ісламського легіону, який використовувався в бойових діях на території Лівану, Палестини, Афганістану, Чаду. У різний час у лавах легіону воювало близько 5000 туарегів.
Серед молодих туарегів у Північній Африці поширився рух ішумарів (ishomar, викривлене французьке chômeur, безробітний), який створював новий менталітет, що не визнавав владу традиційних лідерів. Ішумари організували рух танекра (фр. Tanekra), що означає «пробудження, повстання». Майже два десятиліття цей рух займався у вигнанні на території Лівії та Алжиру організацією й підготовкою повстання. 1986 року відбулася конференція туарегів з Малі та Нігеру, які, апелюючи до ідеї OCRS, вирішили об'єднати свої зусилля, щоб звільнитися від влади Малі та Нігеру.
Починаючи з 1987 року, відбувалося повернення вигнанців на батьківщину. Поразка Лівії в Чаді змусила Каддафі розформувати Ісламський легіон і закликати його бійців повернутися до країн свого походження. Уряд Нігеру пообіцяв допомогу репатріантам, проте обіцянки не були виконані. У січні 1990 року Алжир вирішив повернути до Малі та Нігеру понад 25 тис. біженців-туарегів, які проживали на його території. Вони повернулися додому безробітними й обуреними, з наміром звільнити свій народ від центральної влади Малі та Нігеру. Достатньо було невеликого інциденту, щоб запалити порох повстання.

## Початок повстання
На початку 1990 року в Малі та Нігері були заарештовані групи молодих репатріантів, звинувачені у створенні збройних формувань. У ніч з 6 на 7 травня 1990 група молодих туарегів з 12-15 осіб на знак протесту проти затримання своїх побратимів захопила відділок поліції в місті Чинтабараден (фр. Tchintabaraden) на північному заході Нігеру (регіон Тахуа). В результаті сутичок були загиблі з обох боків. Нападники втекли. В конфлікт втрутилась армія, яка спрямувала репресії на невинних мирних туарегів у різних районах країни. Кілька сотень жертв були страчені військовими, точне їх число лишається невідомим.
Події в Чинтабарадені стали детонатором повстання туарегів не лише в Нігері, а й у Малі. 28 червня 1990 року в Малі група озброєних туарегів напала на адміністративні установи та армійські казарми в Тидармене (фр. Tidaghmene), округ Менака. Інша група напала на колону автомобілів американської неурядової організації World Vision. Це був початок Другого повстання туарегів у Малі.

## Повстання в Малі

### Перший етап (червень 1990— січень 1991)
Першою реакцією уряду Малі на нове повстання туарегів стало оголошення надзвичайного стану на Півночі та намагання повторити репресивні заходи, що були застосовані в 1960-х роках. Повторювалась практика армійського терору. Репресивні дії були спрямовані проти всіх туарегів та маврів, вони прийняли форму справжнього полювання на «білих». Щоб загасити повстання, військові допитували й страчували цивільних осіб.
Проте на цей раз туареги були набагато краще організовані та добре озброєні. Очолив повстання Народний фронт визволення Азаваду (фр. Mouvement Populaire de Libération de l'Azawad, MPLA). Повстанські сили не були великими, але вони мали перевагу завдяки своїй мобільності, відмінному знанню місцевості та досвіду бойових дій, отриманому в Ісламському легіоні. Підрозділи армії Малі, розгорнуті на півночі країни, стояли в глухій обороні перед більш активним і досвідченим противником. Тактика повстанців полягала в тому, щоб атакувати якомога частіше. Вони нападали на військові об'єкти, захоплювали зброю, боєприпаси, бензин, легкові автомобілі та продовольство й поверталися на свої укріплені бази, розташовані у важкодоступних районах Адрар-Іфорасу.
Мирне кочове населення, намагаючись уникнути репресій з боку військових, змушене було або приєднатися до повстання, або тікати за кордон, переважно до Алжиру.
17 липня 1990 року великий загін малійської армії (близько 400 осіб піхоти та артилерії) намагався знищити табір повстанців на горі Ін-Тайкарен (фр. In-Taykaren), але зазнав значних втрат і змушений був відступити. Зазнала невдачі й спроба армії атакувати базу туарегів в Ессалі (фр. Essali) біля Буреси (фр. Bouressa). Натомість напад повстанців на підрозділ малійської армії, що базувався біля колодязя Токсиміне (фр. Toximine), у ніч на 4 вересня 1990 року виявився дуже вдалим: малійці, втративши понад 15 % особового складу, в паніці повтікали, залишивши туарегам бронемашини, міномети та ракетні установки. Повстанці мали моральну перевагу над армією Малі, вони воювали за звільнення своєї країни від малійської окупації. Малійські військові, навпаки, патріотичних мотивів не мали, військова служба давала їм стабільний дохід, кар'єрну перспективу та певні переваги над цивільним населенням. Після Токсиміне моральний дух в армії взагалі впав, а повстанці отримали відчуття своєї військової непереможності.
Туарезьке повстання було не єдиною проблемою режиму Муси Траоре. У столиці Бамако демократична опозиція та вільна преса створювали більше проблем, ніж туареги на півночі країни. Муса Траоре сподівався якнайшвидше заспокоїти Північ, щоб забрати звідти війська та приділити основну увагу подіям на Півдні. Уряд Малі відмовився від своєї непримиренності й пішов на переговори з повстанцями, яких досі вважав бандитами. Перша зустріч відбулася в Таманрассеті (Алжир) з 10 по 12 жовтня 1990 року. Народний рух Азаваду (фр. Mouvement populaire de l'Azaouad, MPA), створений туарегами на базі MPLA на початку переговорного процесу, був офіційно визнаний урядом і став стороною переговорів. 6 січня 1991 року між повстанцями та урядом, за посередництва уряду Алжиру, було підписано угоду про припинення вогню та заявлено про наміри продовжувати переговори про остаточний мир. Ці документи називають «Таманрассетською угодою». Їх підписали начальник штабу збройних сил Малі Усман Кулібалі (Ousmane Coulibaly) та лідер MPA Іяд аг-Галі (Iyad ag Ghali) в присутності міністра внутрішніх справ Алжиру. Цікаво, що в складі урядової делегації були й традиційні лідери туарегів.
Таманрассетська угода включала більшість питань, які підіймали повстанці. Вона передбачала припинення вогню, обмін полоненими, поступове виведення армії з Півночі та передача управління цивільним службовцям, відведення військ повстанців на їхні бази, надання можливості бойовикам інтегруватися до малійської армії, створення комісії з контролю за виконанням угод. Крім того, був підписаний документ, який гарантував прискорення поточних процесів адміністративної децентралізації в Малі і спрямування фіксованої частки (47,3 %) національних інфраструктурних інвестицій Малі трьом областям Північного Малі. Передбачалося утворення нової області Кідаль на території Адрар-Іфорасу (де-юре вона почала існувати лише в серпні 1991 року). Таманрассетська угода не була виконана в повному обсязі, але вона залишалася орієнтиром для майбутніх переговорів.
Підписання угод в Таманрассеті означало тимчасове припинення активних бойових дій в Адрар-Іфорасі, яке протрималось до 1994 року. Проте угода не припинила військового протистояння на всій Півночі.

### Другий етап (січень 1991— березень 1994)
Після Таманрассету туарезький рух, об'єднаний в перші шість місяців боротьби, внутрішньо розколовся на ґрунті мети повстання. Реакція повстанців на Таманрассетські угоди була переважно негативною, їх настрої коливалися від розчарування до обурення «зрадою» й «продажністю» своїх представників на переговорах. Ще до початку переговорів у Таманрассеті серед повстанців стався розкол на Народний рух Азаваду (MPA) та Народний фронт визволення Азаваду (фр. Front Populaire de Liberation de l'Azawad, FPLA); рух FPLA об'єднав противників мирної угоди. На самих переговорах оголосив про своє відокремлення від MPA Ісламський рух арабів Азаваду (фр. Front Islamique Arabe de l'Azawad, FIAA), який виходив із того, що громада маврів (арабів) також має бути учасником переговорного процесу.
Виявилося важко покласти край військовим діям. Незважаючи на підписання мирної угоди, Північ продовжувала фактично перебувати в стані неоголошеної війни, обидві сторони й не думали дотримуватись припинення вогню, окремі підрозділи діяли цілком автономно, поширювався бандитизм, область увійшла в спіраль насильства, заручниками якого опинилося все населення регіону. Вже у лютому 1991 року підрозділи повстанців напали на село Бурем (фр. Bourem), у березні — на села Тонка (фр. Tonka) і Гундам (фр. Goundam). У FPLA заявили, що вони не були присутні в Таманрассеті й не підписували угоди, тому й не зобов'язані її виконувати. Своїм завданням представники фронту ставили звільнення народу Азаваду від малійського гніту. Військова кампанія, започаткована FPLA, вийшла за межі Адрар-Іфорасу й була зосереджена на рівнині Азавад та в районі внутрішньої дельти Нігеру, сягнувши Госі (фр. Gossi) та Лере (фр. Léré) на півдні. Перенесення зони повстання було пов'язане з тим, що основу FPLA становили представники племен антесар, шеменамас, ісиденгарен, дабакар, даусагак, розселені в долині Нігеру, тоді як прихильниками MPA були туареги Адрар-Іфорасу. Напади туарегів поширились на всю Північ Малі, від кордону з Мавританією на заході до кордону з Нігером на сході. Армія не залишала ці акції без відповіді.
У листопаді 1991 року стався новий розкол у лавах повстанців, зі складу MPA вийшла група незадоволених бійців із племені іднан, яка заснувала новий рух Революційна армія звільнення Азаваду (Armée Revolutionaire de Libération de l'Azawad, ARLA) і мала наміри продовжувати збройну боротьбу. MPA тепер представляла лише помірковану меншість іфорасів, провідної фракції туарегів Адрар-Іфорасу, представники васальних фракцій цієї групи приєдналися до ARLA.
Таманрассетська угода принесла тимчасове полегшення режиму Траоре, але було вже запізно. У Бамако та інших містах Малі в кінці березня 1991 року демократичний рух організував потужні антиурядові демонстрації. Жорстоке придушення акції протесту в Бамако викликало хвилю невдоволення в країні. 26 березня 1991 р. група військових на чолі з Амаду Тумані Туре здійснила військовий переворот, скинула режим Траоре і спрямувала країну на шлях до демократії. Після прийняття нової конституції та проведення парламентських і президентських виборів 6 червня 1992 року владу отримав перший демократично обраний президент Малі Альфа Умар Конаре.
У грудні 1991 року розпочалися переговори повстанців з новою владою в Бамако. Під тиском алжирських посередників MPA, FIAA, FPLA і ARLA утворили спільну організацію-парасольку під назвою Об'єднані рухи та фронти Азаваду (фр. Mouvements et Fronts Unifies de l'Azawad, MFUA), яка мала представляти всіх повстанців. 11 квітня 1992 року в Бамако між урядом та MFUA був підписаний Національний пакт. Цей документ, що складався з 86 статей, був набагато ширшим за Таманрассетську угоду і став важливим кроком у процесі примирення. Національний пакт визначав умови припинення вогню, передбачав спеціальний соціально-економічний та адміністративний статус для Півночі, податкові пільги для жителів Півночі на тривалий період, створення спеціальних фондів для реконструкції Півночі та виплати компенсацій постраждалому від конфлікту населенню, суттєве скорочення чисельності малійських збройних сил на Півночі, реалізацію програми репатріації для забезпечення повернення біженців, інтеграцію колишніх повстанців у малійські збройні сили та адміністративні органи влади. Туареги, в свою чергу, відмовлялися від вимоги незалежності й підтверджували свою належність до Малі.
Конфлікт трохи вщух, коли уряд спрямував на Північ фінансові ресурси, отримані від міжнародних донорів. Утворення нової області Кідаль сприяло інтеграції туарегів у малійське суспільство. Але й після підписання Національного пакту мир так і не було встановлено. Домовленості між сторонами знову не були виконані. Малійський уряд, перебуваючи в тяжкому фінансовому становищі, був не здатний виконати узяті на себе зобов'язання. Рух FPLA, прибічник жорсткої лінії, відверто не поважав Національний пакт. Те саме стосується й малійської армії. Звільнення від податків не було надано, але й їх збирання на Півночі було неможливим. Фонди розвитку залишалися пустими.
Важкою й неоднозначною була інтеграція бойовиків до національної армії. 11 лютого 1993 року, майже через рік після підписання Національного пакту, до складу малійських збройних сил врешті були зараховані 640 повстанців з чотирьох основних повстанських рухів. Вони увійшли до складу трьох так званих «змішаних патрулів», які включали солдатів малійської армії та інтегрованих повстанців і мали забезпечувати безпеку в регіоні повстання.
Алжир, за домовленості з урядом Малі, у травні та серпні 1993 року спробував репатріювати дві групи біженців, але вони майже відразу повернулися назад. Північ продовжувала фактично перебувати в стані війни. Малійські туареги, розорені насильством, що не припинялося, під страхом репресій тисячами тікали з країни.

### Третій етап (квітень— листопад 1994)
1994 рік став періодом «війни без обмежень». Малійські чиновники покинули Північ. Армійські підрозділи були присутні лише в основних містах і селах. Опинившись без командування, вони стали цілком автономними й займалися переважно терором і нападами на цивільне кочове населення. Повстанський рух поділився на окремі групи на клановому ґрунті, які розпочали суперництво між собою за лідерство, часто із застосуванням зброї. З проблемою фракційності зіштовхнулися всі повстанські рухи. MPA за підтримки малійської армії протягом 1994 року боровся з «дисидентськими рухами», силою змушуючи їх до об'єднання.
Але головною подією цього періоду стала поява нового гравця. Туарезькі бойовики заявляли свої права на весь так званий Азавад, територію, що включала дві адміністративні області на півночі Малі — Тімбукту та Ґао. Проте туареги не становлять тут більшість населення, чисельно їх помітно переважає осіле землеробське населення, розселене в долині річки Нігер, переважно етнічні сонгаї. Саме сонгайські села були головною мішенню нападів повстанських угрупувань. Угоди між урядом та туарегами ігнорували наявність цієї чисельної групи населення. Відповіддю на цю ситуацію стало створення сонгайських сил самооборони, які об'єдналися в Народний рух Ганда-Кой (фр. Mouvement Populaire Ganda Koy, MPGK), утворений у квітні-травні 1994 року. До складу загонів Ганда-Кой увійшли не лише сонгаї, а й фульбе та чорношкірі туареги. Ядро сил організації складали колишні офіцери елітних частин малійської армії.
Тепер туарезьке повстання перетворилось на «етнічний конфлікт», який набув чітких расових ознак; сонгаї називали туарегів та маврів не лише «білими», а ще й «чужинцями». Ганда-Кой дотримувалася стратегії, подібної до тактики повстанців туарегів. Вони використовували особливості знайомої їм місцевості, влаштувавши свої опорні пункти на островах посеред річки Нігер. 26 травня рух Ганда-Кой завдав першого удару, розпочавши з цього часу регулярні напади на туарегів та маврів, що в роки посух оселилися в долині Нігеру. Загони FIAA та FPLA розпочали компанію у відповідь. Переговорам та ілюзії миру настав кінець. Наступні місяці стали найкривавішими за всі роки повстання. Вся Північ Малі була втягнута до військових дій, опинившись посеред спіралі нападів і контрнападів ворожих сторін. Армія стала на бік Ганда-Кой. Кількість жертв зростала з кожною атакою.

### Четвертий етап (листопад 1994— березень 1996)

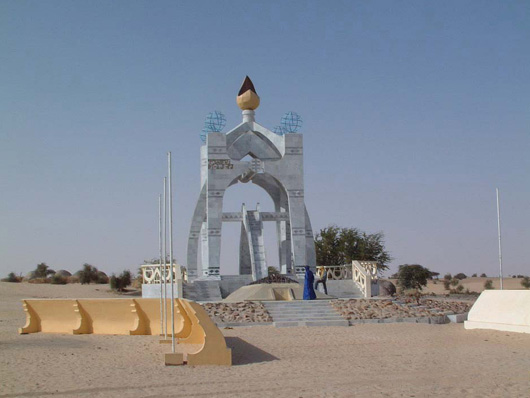
Монумент у місті Тімбукту на честь церемонії «Полум'я миру» в 1996 році.

У розпал некерованого конфлікту ініціативу примирення взяли на себе голови сільських громад та вожді кочових фракцій. 20 листопада 1994 року відбулася неформальна зустріч місцевих лідерів округу Бурем. Їм вдалося укласти угоду, яка врегульовувала стосунки між кочовими та осілими мешканцями округу. Це був початок встановлення миру в регіоні. Ініціатива миру виходила переважно від цивільного населення, але більшість повстанців, виснажена тривалою війною, також прагнула миру. Подібні зустрічі примирення згодом пройшли й у інших районах на півночі Малі. Миротворцям з обох боків в умовах насильства та ненависті доводилося діяти, ризикуючи власним життям. Протягом грудня 1994 — січня 1995 року під впливом угоди в Буремі був підписаний ряд угод між повстанськими рухами MPA, ARLA, FPLA та Ганда-Кой. У червні 1995 року останнім врешті відмовився від боротьби з Ганда-Кой арабський рух FIAA.
Незважаючи на миротворчі ініціативи, прояви насильства на Півночі в останні місяці 1994 року та протягом всього 1995 року не припинилися, навіть почастішали. За відсутності центральної влади конфліктні питання вирішувались між рухами та громадами за допомогою зброї, якої вистачало як у кочових, так і у осілих груп населення. Але кількість жертв неухильно зменшувалась.
До процесу долучилася й держава, розпочавши інтеграцію колишніх повстанців до малійської армії. У Буремі, Лере, Кідалі та Менаці були створені спеціальні табори, де бойовики, які виявили бажання інтегруватися в малійські збройні сили чи громадянське суспільство, могли зареєструватися і здати свою зброю. Процес розпочався в листопаді 1995 року і тривав до лютого 1996 року. Загалом у табори з'явилися 2 902 бойовики.
Результатом покращення ситуації стало повернення в листопаді 1995 року близько 20 тисяч туарезьких біженців з Мавританії. Розпочався й процес повернення біженців з Алжиру. У період між листопадом 1995 року і листопадом 1996 року близько 77 тис. малійських біженців повернулися до своїх домівок.
20 березня 1996 року туарезькі повстанські організації та Ганда-Кой виступили зі спільною заявою про підтримку конституції та територіальної цілісності Малі та відмову від збройної боротьби.
Мир нарешті офіційно був зафіксований у 26 березня 1996 року в Тімбукту, космополітичному центрі Сахелю. Була проведена символічна церемонія «Полум'я миру», під час якої були спалені тисячі одиниць зброї. В церемонії брала участь малійська політична еліта, представники MFUA (фр. Mouvements et Fronts Unifiés de l'Azawad, нове об'єднання в складі рухів MPA, ARLA, FIAA, FPLA та Ганда-Кой) та міжнародної спільноти. Дата проведення церемонії символічно була обрана на п'яту річницю падіння режиму Траоре. Цим дійством усіма учасниками конфлікту була засвідчена відмова від насильницьких радикальних дій.

## Повстання в Нігері
Події в Нігері не були такими масштабними й драматичними, як у Малі.

### Перший етап (травень 1990— червень 1991)
Після подій у Чинтабарадені з міста Тахуа, адміністративного центру регіону, до місця подій були відправлені кілька елітних армійських підрозділів. Винуватці нападу, прихопивши із собою зброю та боєприпаси, захоплені у відділку поліції, відійшли в гори Аїру. Військові не стали їх переслідувати, а розпочали репресії проти невинних мирних жителів, включаючи й жінок. Загинуло кілька сотень людей, страчених військовими. Мирне населення кидало свої домівки, потік біженців був спрямований до Алжиру та Лівії.
Надалі протягом року виникали лише епізодичні збройні зіткнення між підрозділами армії Нігеру та окремими групами повсталих туарегів. Уряд не міг приділити належної уваги врегулюванню ситуації на Півночі, адже Нігер переживав глибоку політичну кризу. Профспілки та студенти виступали з вимогами запровадження в країні багатопартійної демократичної системи. Президент Алі Саїбу (фр. Ali Saibou) пішов назустріч протестувальникам, і в липні 1991 року була скликана Національна конференція, яка створила перехідний уряд, визначила шлях до прийняття нової конституції Нігеру та проведення вільних виборів. Стосовно подій у Чинтабарадені Конференція обмежилась засудженням жорстоких дій військових, вимоги туарегів про покарання винуватців не розглядалися.

### Другий етап (червень 1991— кінець 1992)
Загострення ситуації сталося влітку 1991 року, коли озброєні групи туарегів, складені переважно з бійців, що повернулися з Лівії, розпочали наступальні дії проти урядових сил. Операції здійснувались на великій території, що охоплювала всю Північ Нігеру. Напади повстанців почастішали після закінчення Національної конференції та створення 19 жовтня 1991 року Фронту звільнення Аїру та Азаваку (фр. Front de libération de l'Aïr et de l'Azawak, FLAA) на чолі з Риса аг-Була (Rhissa ag Boula). Туареги володіли не лише автоматами Калашникова, а й бронеавтомобілями, транспортними засобами, оснащеними ракетними установками та різним іншим сучасним озброєнням. У січні 1992 року вони атакували адміністративні й військові установи на півночі країни. Напади здійснювались несподівано завдяки чудовому знанню місцевості та високій мобільності. Натомість збройні сили Нігеру, хоча й краще технічно оснащені, відчували значні труднощі в незвичних умовах пустелі. Метою повстанських нападів зазвичай було захоплення зброї та продуктів, часто вони грабували села, базари, колони транспорту. Моральний дух в армійських підрозділах падав.
7 лютого 1992 року перехідний уряд Нігеру виступив із заявою, в якій запропонував лідерам повстання розпочати переговори. У березні 1992 року сторони уклали угоду про перемир'я на 15 днів для сприяння підготовці переговорів, проте тенденція досягнення спокою виявилася ефемерною. Вбивство поліцейського в Агадесі 26 серпня 1992 року спровокувало новий спалах повстання.

### Третій етап (початок 1993— квітень 1995)
Тривалий переговорний процес розпочався лише на початку 1993 року. Лідери повстання пішли на перемир'я, щоб дати можливість провести референдум щодо нової конституції, а також парламентські та президентські вибори. Вони були зацікавлені мати реального опонента на переговорах. 27 березня 1993 р. на президентських виборах переміг Магаман Усман (фр. Mahamane Ousmane). Новий президент, за посередництва Франції, розпочав переговори з повстанцями, маючи намір досягти якнайшвидшої згоди. Вже у квітні 1993 року в Парижі була підписана нова угода про перемир'я на три місяці. Ця угода також передбачала демілітаризацію зони конфлікту та початок переговорів, на яких мали бути розглянуті вимоги повстанців. Була обіцяна фінансова допомога для повернення біженців та сприяння економічному розвитку на півночі.
У цей період стався перший розкол у лавах повстанців, викликаний особистими амбіціями його лідерів Риса аг-Була та Мано Даяка (Mano ag Dayak). Останній у липні 1993 р. засновує «під себе» Фронт визволення Тамуст (фр. Front de libération du Tamoust, FLT). Вже в жовтні Риса аг-Була та Мано Даяк заради ведення переговорів з урядом об'єдналися в організацію-парасольку під назвою Координація збройного опору (Coordination de la résistance armée, CRA), лідерство перебрав на себе Мано Даяк. Серія переговорів обмежила військові дії.
Офіційні переговори між урядом та повстанцями розпочалися в лютому 1994 року в Уагадугу, столиці Буркіна-Фасо. Лідери CRA представили на ній так звану Рамкову програму опору (фр. Programme-cadre de la Résistance), яка окреслювала й обґрунтовувала вимоги туарегів. Йшлося про перетворення Нігеру на федеративну державу, території Аїру та Азаваку, а це близько двох третин національної території, вони проголошували споконвічними землями туарегів і прагнули відновити там свою традиційну владу, що існувала в доколоніальні часи. Туарезький меморандум був одностайно відкинутий парламентом Нігеру. Будь-які переговори з повстанням, на думку парламентарів, мали виходити з унітарного характеру держави, її територіальної цілісності та поваги до загальних засад Конституції 1992 року. Врешті ці політичні умови лягли в основу мирної угоди, підписаної урядом та туарегами в Уагадугу 9 жовтня 1994 року. Від CRA угоду підписав Мано Даяк, а від уряду секретар президента (фр. Secretaire General à la Presidence de la Republique) Май Майгана (фр. Maï Maïgana).
Угода окреслила контури майбутнього мирного плану. Вона передбачала перемир'я на три місяці, що автоматично мало подовжуватись, якщо сторони не висловлюватимуть заперечень. Було також заплановано звільнення полонених з обох сторін, амністія колишнім повстанцям. Обидві сторони зобов'язувались продовжити переговори з питань, що залишилися: питання безпеки на Півночі, інтеграція колишніх повстанців до лав армії та сил безпеки, а також структур державного управління, питання розвитку територій, що постраждали від конфліктів, професійної підготовки туарезьких кадрів. Для остаточного врегулювання відводилось 6 місяців. Передбачалася також репатріація 20 000 біженців.
Реалізацію угоди послабила економічна й політична криза в Нігері. На позачергових парламентських виборах 12 січня 1995 р. перемогла опозиція і президент Магаман Усман втратив більшість в Національній асамблеї; представник колишньої опозиції Гама Амаду фр. Hama Amadou зайняв посаду прем'єр-міністра. Водночас відбувся розкол у лавах туарегів, CRA розпалася на 6 рухів. Невдовзі вони поділилися на 2 табори: оновлена CRA на чолі з Мано Даяком та Організація збройного опору (фр. Organisation de la résistance armée, ORA) на чолі з Риса аг-Була. Остання була утворена 28 березня 1995 р. й об'єднала 5 повстанських рухів (всі, крім CRA), перебравши не себе функції колишньої CRA в переговорному процесі. Паралельно з мирними переговорами тривали збройні зіткнення, напади та крадіжки транспортних засобів з боку озброєних угруповань.
Після трьох тижнів бурхливих дискусій, 15 квітня 1995 в Уагадугу врешті було парафовано мирну угоду. Остаточно вона була підписана 24 квітня 1995 в Ніамеї. Підписантом з боку туарегів тепер був Риса аг-Була, представник ORA. Основними положеннями угоди були децентралізація, інтеграція колишніх повстанців до складу армії, сил безпеки та державних органів влади, розвиток територій, що постраждали від конфлікту, забезпечення безпеки на півночі країни. Сторони домовились про загальну амністію, роззброєння всіх угрупувань, розпуск повстанських організацій. Уряд ухвалив рішення про створення спеціальних військових підрозділів, що складалися з жителів північних та східних районів країни (Аїр, Азавак, Кавар). Для виконання угод було створено спеціальний Верховний комісаріат з відновлення миру (фр. Haut Commissariat à la Restauration de la Paix, HCRP).

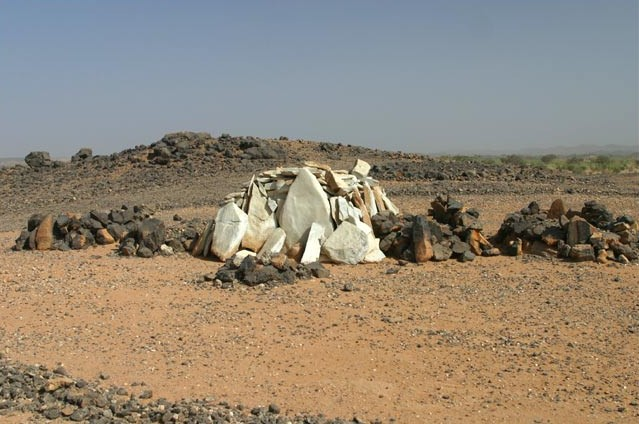
Могила Мано Даяка на півдні Аїру.

Завдяки мирним угодам вдалося вийти з поля насильства в рамки діалогу та створення нормативної бази. Проте частина туарегів відмовились брати участь у примиренні. 15 грудня 1995 року за до кінця не з'ясованих обставин загинув один із лідерів повстання Мано Даяк, який у квітні відмовився підписувати мирну угоду. Після цього кілька рухів через невдоволення ходом виконання вимог повстання виступили з погрозами відновити боротьбу. Лише в листопаді 1997 року вдалося повернути до мирного процесу останню групу повстанців.

## Жертви повстання
За офіційними даними, в Нігері в період 1990—1995 рр. загинуло близько 150 осіб. Але ця цифра є сильно заниженою. Загальна кількість прямих жертв бойових дій, помсти армії та етнічних сутичок наближається до 1000 осіб. У Малі кількість жертв була більшою, особливо кривавим виявився 1994 рік. Реалістичною для цієї країни виглядає цифра у 5000 жертв. За період з червня 1990 року до жовтня 1995 року серед мирного населення півночі Малі, за підтвердженими даними, загинуло 2374 туарегів і 178 представників осілого населення, за непідтвердженими даними, ще 734 туареги і 272 представники осілого населення. 